# Arctino
Arctino de Mileto, (em grego: Ἀρκτῖνος Μιλήσιος) foi um poeta épico grego cuja reputação é puramente lendária, já que nenhum de seus trabalhos sobreviveu até nossos dias. Tradicionalmente seu período criativo é datado entre 775 e 741 a.C., e é dito ter sido aluno de Homero. Fânias de Ereso o situou no século VII a.C. e afirmou que ele foi derrotado por Lesques de Pirra em uma competição. Arctino é um dos chamados "poetas cíclicos" e compôs os épicos Etiópida e O Saque de Troia, que eram contribuições para o ciclo Guerra de Troia, e, possivelmente, Naupactia.
Estes poemas estão perdidos, mas uma noção dos dois primeiros pode ser obtida a partir da crestomatia atribuída (talvez erroneamente) a Proclo, o neoplatônio do século V.
A Etiópida (Αἰθιοπίς), em cinco livros, é assim chamada em razão do etiopiano Mêmnon, que se tornou aliado dos troianos após a morte de Heitor. De acordo com Proclo, o poema inicia sua narrativa a partir do término da Ilíada:
"A amazona Pentesileia chega para ajudar os troianos na guerra. Ela é filha de Ares, um trácio de nascimento. Aquiles a mata, quando ela está apresentando o seu melhor desempenho na luta, e os troianos a enterram. Aquiles mata Térsites, que o criticou e o repreendeu por amar Pentesileia".
A Etiópida termina com a morte e o sepultamento de Aquiles e a disputa entre Ájax e Odisseu por suas armas.
O Saque de Troia (Iliou Persis) contava as histórias do Cavalo de Troia, Sinon e Laocoonte, a captura da cidade, e a partida dos gregos perseguidos pela fúria de Atena motivada pelo estupro de Cassandra por Ájax, filho de Ileu. A Pequena Ilíada, geralmente atribuída a Lesques, preencheu a lacuna do enredo entre Etiópida e O Saque de Troia.